# Моффитт, Терри Эдит
Терри Эдит Моффитт (англ. Terrie Edith Moffitt; род. 9 марта 1955, Нюрнберг, Бавария) — американский клинический психолог, наиболее известная своими новаторскими исследованиями в области развития антисоциального поведения и своим сотрудничеством с коллегой и партнёром Авшаломом Каспи в исследованиях взаимодействия генов и окружающей среды при психических расстройствах. Моффитт — профессор психологии и нейробиологии Университета Наннерла О. Кеохана в Дьюкском университете (США) и профессор социального поведения и развития в Центре социальной, генетической и развивающей психиатрии Совета медицинских исследований в Институте психиатрии, психологии и нейробиологии Королевского колледжа Лондона (Великобритания). Она является заместителем директора лонгитюдного исследования Данидина, которое отслеживает 1037 человек, родившихся в 1972-1973 годах в Данидине, Новая Зеландия. Она также запустила лонгитюдное исследование экологических рисков среди близнецов, в котором участвуют 1100 британских семей с близнецами, родившимися в 1994–1995 годах.

## Ранние годы
Моффит выросла в Северной Каролине, США, и училась в Университет Северной Каролины|Университете Северной Каролины в Чапел-Хилле, чтобы получить степень бакалавра (бакалавр психологии, 1977). Она продолжила обучение по клинической психологии в Университете Южной Калифорнии (магистр, экспериментальное поведение животных, 1981; доктор философии, клиническая психология, 1984) и закончила постдокторскую подготовку в нейропсихиатрическом институте Калифорнийского университета Лос-Анджелеса. В 1985 году Моффитт стала доцентом Висконсинского университета в Мадисоне, где в 1995 году получила звание профессора. Впоследствии Моффитт работала на факультете психиатрического института Королевского колледжа Лондона и Дьюкского университета.

## Жизнь и работа
Терри Моффитт изучает, как генетические риски и риски окружающей среды работают вместе, чтобы формировать течение ненормального поведения человека и психических расстройств. Её особый интерес вызывает антиобщественное и преступное поведение, но она также изучает депрессию, психоз, зависимость и когнитивное старение. Терри является лицензированным клиническим психологом, которая закончила клиническую больницу в Нейропсихиатрическом институте Калифорнийского университета в Лос-Анджелесе (1984). Её работа над Междисциплинарным исследованием здоровья и развития Данидина в Новой Зеландии выявила модели интимных и чужих преступлений, включая открытия о роли женщин как инициаторов насилия. Профессор Моффитт также проводит важное крупномасштабное наблюдение за близнецами в Великобритании, чтобы изучить биологическое, психологическое и социальное влияние на развитие. Её работа с 2010 года возглавляет исследование Данидина по изучению старения.

### Устойчивое антисоциальное поведение в подростковом возрасте и на протяжении всей жизни
Моффитт наиболее известна своей теорией антиобщественного поведения преступников, ограниченных подростковым возрастом и стойких на протяжении всей жизни. Согласно теории Моффит, в обществе есть два основных типа антиобщественных преступников. Правонарушители «с ограниченным возрастом» проявляют антиобщественное поведение только в подростковом возрасте. «Стойкие правонарушители на протяжении всей жизни» начинают вести себя антисоциально в раннем детстве и продолжают это поведение во взрослой жизни. За исследования преступности и человеческого развития она была удостоена Стокгольмской премии в области криминологии.

### Взаимодействие генов и окружающей среды (GxE)
Моффитт также известна своими исследованиями взаимодействия генов и окружающей среды (GxE). Две её публикации в журнале Science в 2002 и 2003 годах с коллегой и партнёром Авшаломом Каспи были одними из первых сообщений о GxE у людей. Первая статья показала, что дети, несущие полиморфизм в гене MAOA, были более склонны к развитию антиобщественного поведения после того, как подвергались жестокому обращению в детстве. Вторая статья показала, что люди, несущие полиморфизм в гене транспортёра серотонина (SLC6A4), были более склонны к развитию депрессии после воздействия стрессовых жизненных событий.
Моффитт и её коллеги написали ряд статей по теории и методам исследования GxE в области психиатрии, психологии и нейробиологии. Исследование Моффитт о GxE в развитии антисоциального поведения стимулировало глобальное обсуждение идеи преступного намерения и ответственности, а также подняло глубокие вопросы о гуманных стратегиях предупреждения преступности среди детей, подвергшихся жестокому обращению, которым угрожает насилие в будущем. Вторая статья в журнале Science о взаимодействии SLC6A4 и жизненного стресса вызвала огромные споры, кульминацией которых стали метаанализы, опубликованные в ведущих психиатрических и медицинских журналах. Некоторые метаанализы не подтверждают исходный результат, некоторые — поддерживают, а также следует учитывать исследования на животных и визуализацию гипотезы. Однако общий подход к изучению генов-кандидатов, который был единственным доступным подходом, когда была проведена работа Моффитт и Каспи GxE, с 2010 года был заменён подходами с полным геномом.

## Национальные и международные комитеты
- Национальный консультативный совет по проблемам старения, 2016-2019
- Председатель жюри премии Фонда Клауса Якобса, 2015-2020
- Совет по поведенческим социальным и сенсорным наукам Национальной академии наук, 2019-2022
- Фонд Наффилда[англ.], Попечительский совет, 2010-2020[19]
- Американское общество криминологии[англ.], комитет стипендиатов, 2010[20]
- Исследование здоровья и выхода на пенсию[англ.], Совет по мониторингу данных, 2009-2020[21]
- Жюри Стокгольмской премии в области криминологии[англ.], 2007-2012[22]
- Национальная академия наук США, Группа по изучению и контролю спроса на запрещённые наркотики, 2007-2010[23]
- Национальная академия наук США, Консультативный комитет по вопросам права и правосудия, 2005-2011[24]
- Academia Europaea, комитет секции поведенческих наук, 2008-2010[25]
- Комитет ВОЗ-NIMH Американской психиатрической ассоциации по обзору исследований экстернализующих расстройств DSM-V, 2004-2007[26]
- Faculty of 1000[англ.], 2005-2007[27]
- Министерство торговли и промышленности Великобритании[англ.], Управление науки и инноваций[англ.], Форсайт-проект по интеллектуальному капиталу, 2006[28]
- Научный сотрудник Института криминологии Кембриджского университета[англ.], 2004-2007[29]
- Национальная академия наук, Комитет по совершенствованию исследовательских данных по огнестрельному оружию, 2001-2004[30]
- Член Консультативного совета Совета по медицинским исследованиям[англ.], 2001–2003, Коллегия экспертов, 2005–2009[31]
- Рабочая группа Американской психологической ассоциации по генетическим исследованиям, 2002-2003[32]
- Рабочая группа Совета Наффилда по биоэтике[англ.] по этике исследований генов и поведения, Великобритания, 2000-2003[33]
- Комитет по присуждению премий молодым исследователям Фонда Якобса, Швейцария, 1998-2001[34]
- Руководящий комитет Национального консорциума по исследованию насилия (NCOVR) Национального научного фонда, 1995–1998, 2002–2003[35]

## Награды
Моффит был награждена премией Общества клинической детской и подростковой психологии за выдающуюся карьеру в 2006 году. Моффитт и Каспи совместно получили премию Клауса Й. Якобса в 2010 году за свои новаторские исследования «взаимосвязи между генетической предрасположенностью и влиянием окружающей среды в развитии детей». Моффитт и Каспи были награждены премией Американской психологической ассоциации за выдающийся научный вклад в 2016 году; награда за их совместную работу подчёркивает их вклад в исследования, демонстрирующий, «как опыт ранней жизни формирует неравенство в состоянии здоровья и как генетические факторы формируются и формируются факторами окружающей среды». В 2018 году Моффит была избрана членом Национальной медицинской академии.
В 2014 году получила почётную степень Базельского университета.

## Избранные публикации
1. Moffitt TE. Adolescence-limited and life-course-persistent antisocial behavior: a developmental taxonomy. Psychol Rev. Oct 1993;100(4):674-701.[3]
2. Moffitt TE. The neuropsychology of conduct disorder. Dev Psychopathol. Win-Spr 1993;5(1-2):135-151.[42]
3. Moffitt TE, Caspi A, Dickson N, Silva P, Stanton W. Childhood-onset versus adolescent-onset antisocial conduct problems in males: Natural history from ages 3 to 18 years. Dev Psychopathol. Spr 1996;8(2):399-424.[43]
4. Caspi A, McClay J, Moffitt TE, et al. Role of genotype in the cycle of violence in maltreated children. Science. Aug 2002;297(5582):851-854[6] (PDF).
5. Caspi A, Sugden K, Moffitt TE, et al. Influence of life stress on depression: Moderation by a polymorphism in the 5-HTT gene. Science. Jul 2003;301(5631):386-389[7] (PDF).
6. Moffitt TE. The new look of behavioral genetics in developmental psychopathology: Gene-environment interplay in antisocial behaviors. Psychol Bull. Jul 2005;131(4):533-554[9] (PDF).
7. Caspi A, Moffitt TE, Cannon M, et al. Moderation of the effect of adolescent-onset cannabis use on adult psychosis by a functional polymorphism in the catechol-O-methyltransferase gene: Longitudinal evidence of a gene X environment interaction. Biol Psychiatry. May 2005;57(10):1117-1127[44] (PDF).
8. Moffitt TE, Caspi A, Rutter M. Strategy for investigating interactions between measured genes and measured environments. Arch Gen Psychiatry. May 2005;62(5):473-481[8] (PDF).
9. Caspi A, Moffitt TE. Gene-environment interactions in psychiatry: joining forces with neuroscience. Nat Rev Neurosci. Jul 2006;7(7):583-590[45] (PDF).
10. Caspi A, Williams B, Kim-Cohen J, et al. Moderation of breastfeeding effects on the IQ by genetic variation in fatty acid metabolism. Proc Natl Acad Sci U S A. Nov 20 2007;104(47):18860-18865.[46]
11. Polanczyk G, Caspi A, Williams B, et al. Protective Effect of CRHR1 Gene Variants on the Development of Adult Depression Following Childhood Maltreatment Replication and Extension. Arch Gen Psychiatry. Sep 2009;66(9):978-985.[47]
12. Caspi A, Hariri AR, Holmes A, Uher R, Moffitt TE. Genetic Sensitivity to the Environment: The Case of the Serotonin Transporter Gene and Its Implications for Studying Complex Diseases and Traits. Am J Psychiatry. May 2010;167(5):509-527.[48]
13. Moffitt TE, Arseneault L, Belsky D, et al. A gradient of childhood self-control predicts health, wealth, and public safety. Proc Natl Acad Sci U S A. Feb 15 2011;108(7):2693-2698.[49]